# 片岡千恵蔵プロダクション
片岡千恵蔵プロダクション（かたおかちえぞうプロダクション、1928年5月10日 設立 - 1937年4月 解散）は、かつて京都に存在した映画会社である。当時の若手人気俳優片岡千恵蔵が設立したスタープロダクションであり、設立の翌年に嵯峨野に独自の撮影所を建設した。稲垣浩の『瞼の母』、『弥太郎笠』、伊丹万作の『國士無双』、『赤西蠣太』、山中貞雄の『風流活人剣』など数々の名作を生み出した。通称︰千恵プロ（ちえプロ）。

## 略歴・概要

### 前史
奈良に「連合映画芸術家協会」設立、映画製作をしていた小説家の直木三十五の紹介で牧野省三に会い、1927年（昭和2年）4月にマキノ・プロダクションに入社した片岡千恵蔵は、1928年（昭和3年）2月の月形龍之介の退社を期に、本契約に入った。しかしその過程で紛糾し、仲裁に入ったマキノの四国ブロック配給会社・三共社の山崎徳次郎すらマキノに怒りを感じる結果を生んだ。
同年4月、山崎は、阪東妻三郎プロダクションの経営者・立花良介、神戸の菊水キネマ商会の大島菊松らとともに、全国150館の独立系映画館主に呼びかけ、「日本活動常設館館主連盟映画配給本社」を設立、独立プロダクションへの製作費の出資と作品の直接公開の方針を打ち出した。そこで片岡は同年4月にマキノ・プロダクションを退社、同年5月10日に設立したのがこの「片岡千恵蔵プロダクション」である。同時期にマキノを退社した嵐寛寿郎、山口俊雄、中根龍太郎、市川小文治、山本礼三郎がそれぞれプロダクションを設立、千恵プロとともに「日本映画プロダクション連盟」を結成した。また、山崎に共鳴したマキノの大道具主任河合広始と撮影技師の田中十三もマキノを退社、京都・双ヶ丘に貸しスタジオ「日本キネマ撮影所」（双ヶ丘撮影所）を設立した。

### 嵯峨野の自社撮影所
千恵プロは設立6日後の同年5月16日に、双ヶ丘撮影所で第1作撮影を開始した。伊丹万作のオリジナル脚本、稲垣浩監督による『天下太平記』である。同作には、同時期にマキノを退社して千恵プロに入社した武井龍三や、「市川小文治歌舞伎映画プロダクション」を設立した小文治も出演している。同作は山崎の「館主連盟」の第1回配給作品となったが、千恵プロの設立第2作伊丹原作・脚本、稲垣監督の『放浪三昧』が公開される直前の7月末に早くも「館主連盟」が瓦解する。同時に独立したプロダクションたちが解散を余儀なくされていくなかで、千恵プロのみが年内に6本の映画を製作、あらたな自前の撮影所用地の物色をした。
1929年（昭和4年）1月、嵯峨野秋街道町の三条通沿いに「千恵蔵プロダクション撮影所」を開設、骨組み状態で撮影を開始した。その後同年5月には、日活太秦撮影所長の池永浩久により、『相馬大作 武道活殺の巻』、『絵本武者修業』から日活による配給が決まった。また、9本の千恵プロ作品に出演した武井は同年2月に独立、双ヶ丘撮影所に武井龍三プロダクションを設立した（同年解散）。
1932年（昭和7年）、撮影所内に「トーキー研究会」を設置、P.C.L.映画製作所の「P.C.L.トーキー」による稲垣監督の『旅は青空』を製作した。1934年（昭和9年）にはトーキー・ステージが完成し、「塚越式トーキー」による製作を開始した。同年9月、伊藤大輔監督『建設の人々』を製作する永田雅一の「第一映画」にステージをレンタルしたが、9月22日に室戸台風による強風でステージが崩壊。10月には復興作業に着手、仮ステージで同作の撮影は可能になった。
同年末、日活に提携絶縁状を提出したがそれが訴訟に発展、翌1935年（昭和10年）1月、日活の瓦解を目論む松竹が設立した子会社「日本映画配給」に提携先を移す。しかし日活は経営が立ち直り、松竹の目論みは破れて「日本映画配給」は解体、同年10月には新興キネマの配給となる。その間、第二トーキー・ステージが完成した。その半年後の1936年（昭和11年）5月、小説家の長谷川伸の仲介で日活との提携を再開した。

### 終焉
1937年（昭和12年）4月、千恵プロ百本記念作品『浅野内匠頭』を撮り、『松五郎乱れ星』を製作して同社は解散、プロダクションごと日活京都撮影所に招かれた。同社の解散は、同年早々の片岡本人の3か月にわたる病気休養もあったが、大河内伝次郎の日活退社とJ.O.スタヂオ移籍による日活側の要望であった。経営不振による解散（日活による吸収合併）ではなく、片岡の休養時も従業員への賃金の欠配はなかったという。

## エピソード
「千恵蔵プロダクション撮影所」は、嵯峨野三条通沿いの材木店の、製材場の一部約五百坪ほどの土地を借りたのに始まる。おが屑で盛り上がった地面の上に板張りの舞台を作り、セットが建てられた。地鎮祭は1929年（昭和4年）の1月15日に行われ、立ち会った稲垣浩は、「吹雪する中だったから、その時の寒さは、うれしさの涙を凍らすほどで、（執筆時から）五十年近くなったいまでも忘れることができない」とこのときを述懐している。
事務所は製材場の現場監督の控えの小屋を使い、狭いこの小屋に千恵蔵の化粧室、撮影機材を納める戸棚を置き、一つの机を経理、宣伝、監督の三者が使っていたため、一人がこの机を使う際には、ほかの二人は小屋の外に放り出された。電話がなく、材木屋の事務所からそのたびに使いが走ってくれていたが、材木屋も次第に面倒になって、しまいには「千恵プロ、電話やァ」と事務所から大声で怒鳴るようになった。
この当時の状況について稲垣は、「漸く一本（『天下太平記』）作り上げて電話が入り、柱と屋根だけだったセットが板で囲われ、また一本作ってやっと囲いの塀が建ち、俳優部屋が新築されるという、貧しい、哀しいプロダクションだったが、それはまた楽しく、うれしいことでもあった」と語っている。
このような中、昭和9年までの4年間で、千恵プロはステージ二つ、二階建ての事務所、国産トーキー（GKシステム）とトーキーステージ一棟を持つ大プロダクションへと発展。キネマ旬報選出のベストテン作品だけで9本、新映画社、映画評論、朝日、毎日などの選出を加えれば、17本ものベストテン作品を世に出していて、これは稲垣も「映画プロダクション史に残ることである」としている。
千恵プロは稲垣によると、「四海兄弟といった和やかな空気だった」というが、それでも内紛があったり、「トーキーという時代の波」が押し寄せたり、契約問題で日活と絶縁したり、伊丹万作が脱退したりと、「随分といろいろな事件があった」という。このなか「最も大きな事件」として「盟主千恵蔵の病患」を挙げているが、「こうしたことは千恵プロだけに限ったことではない。どの映画会社にもよくある事件だ」とも語っている。
撮影所のあった嵯峨野は、現在は面影もないが、当時は古来より松虫鈴虫などの虫の多いところとして知られ、トーキーを制作しはじめたころ、この虫の音に悩まされた。御殿の場面の本番にコーロギ（原文ママ）が啼きやまず、石を投げたり殺虫剤を撒いたりと大騒ぎになったこともあった。稲垣は「いま思うと漫画にもならないようなことを、真剣になってやっていたのだから大らかなものである」と振り返っている。

## おもなフィルモグラフィ
- 『天下太平記』 : 1928年 - 設立第1作
- 『放浪三昧』 : 1928年
- 『相馬大作 武道活殺の巻』 : 1929年
- 『絵本武者修業』 : 1929年
- 『逃げ行く小伝次』 : 1930年
- 『瞼の母』 : 1931年
- 『一本刀土俵入』：1931年
- 『元禄十三年』：1931年
- 『金的力太郎』：1931年
- 『弥太郎笠』 : 1932年
- 『國士無双』 : 1932年
- 『旅は青空』 : 1932年 - トーキー第1作
- 『白夜の饗宴』 : 1932年
- 『研辰の討たれ』 : 1932年
- 『闇討渡世』 : 1932年
- 『刺青奇偶』 : 1933年
- 『堀田隼人』 : 1933年
- 『武道大鑑』 : 1934年
- 『渡鳥木曾土産』 : 1934年
- 『風流活人剣』 : 1934年
- 『足軽出世譚』 : 1934年 ※トーキー
- 『直八子供旅』 : 1934年　※トーキー
- 『赤西蠣太』 : 1936年　※トーキー
- 『浅野内匠頭』 : 1937年
- 『松五郎乱れ星』 : 1937年

## 関連事項
- マキノ・プロダクション （牧野省三）
- 日活京都撮影所
- 新興キネマ
- 阪東妻三郎プロダクション （阪東妻三郎）
- 日本映画プロダクション連盟
  - 嵐寛寿郎プロダクション （嵐寛寿郎）
  - 山口俊雄プロダクション （山口俊雄）
  - 中根龍太郎喜劇プロダクション （中根龍太郎）
  - 市川小文治歌舞伎映画プロダクション （市川小文治）
  - 山本礼三郎プロダクション （山本礼三郎）
  - 武井龍三プロダクション （武井龍三）

## 註
1. 1 2 3 4 5 6 7 8  『日本映画俳優全集・男優編』（キネマ旬報社、1980年）の「片岡千恵蔵」の項（p.144-148）を参照。同項執筆は滝沢一。
2. ↑  立命館大学衣笠キャンパスの「マキノ・プロジェクト」サイト内の「双ヶ丘撮影所」の記述を参照。
3. 1 2 3 4 5  立命館大学衣笠キャンパスの「マキノ・プロジェクト」サイト内の「片岡千恵蔵プロダクション撮影所」の記述を参照。
4. ↑  『日本映画俳優全集・男優編』（キネマ旬報社、1979年）の「武井龍三」の項（p.333-334）を参照。同項執筆は岡部龍・奥田久司。
5. ↑  京都でも多数が校舎の下敷きに『大阪毎日新聞』昭和9年9月21日号外（『昭和ニュース事典第4巻 昭和8年-昭和9年』本編p228 昭和ニュース事典編纂委員会 毎日コミュニケーションズ刊 1994年）
6. ↑  『日本映画の若き日々』（稲垣浩、毎日新聞社刊）